# Per Anton Crælius
Per Anton Crælius, född 2 november 1854 i Stockholm, död där 7 augusti 1905, var en svensk ingenjör och uppfinnare.
Per Anton Crælius var son till sekreteraren i kommerskollegium Frans Anton Crælius. Efter mogenhetsexamen i Stockholm 1874 blev han samma år student vid Uppsala universitet men sadlade snart om och genomgick 1874-1877 Teknologiska institutet. Som bergsingenjör praktiserade Crælius först vid Dalkarlsbergs och Falu gruvor samt på Färöarna. 1879-1880 företog han studieresor i Tyskland, Frankrike och Belgien. Crælius var 1880-1881 anställd vid gruvföretag i USA där han särskilt studerade bergborrningsmetoderna. Sedan han 1884 återvänt till Sverige blev han anställd vid Norbergs gemensamma gruvförvaltning och 1886 vid Engelsbergs oljefabriks AB. Han var 1890-1900 anställd som disponent vid Morgårdshammars mekaniska verkstads AB som under hans ledning genomgick stora moderniseringar och utvidgningar av driften. Hans främsta insats ligger dock inom diamantbergborrningen. Crælius införde metoden i Sverige på 1880-talet och från 1896 och fram till sin död var han direktör för Svenska Diamantbergborrnings AB. Han konstruerade själv olika borrmaskinstyper, bland annat de länge använda Crælius kärnborrmaskinerna.